# Vårdapoteket i Norden
Vårdapoteket i Norden AB var en svensk apotekskedja som var verksamma i Sverige mellan 2010 och 2013. År 2010 bestod kedjan av 24 apotek vid sjukhus i södra och mellersta Sverige.
Bolaget Vårdapoteket i Norden AB förvärvade i november 2009 24 så kallade expeditionsapotek från Apoteket AB till värdet av 225 miljoner kr, i samband med omregleringen av den svenska apoteksmarknaden. Huvudägare var vid detta tillfälle Investor AB, Priveq Investment och bolagets ledning.
År 2013 såldes Vårdapoteket i Norden AB till Apotek Hjärtat som övertog samtliga apotek under namnet Apotek Hjärtat. Bolaget såldes för 600 miljoner kr vilket innebar en årlig avkastning på nästan 40 % för bolagets ägare.